# Effets des œufs sur la santé
Les effets des œufs sur la santé ont longtemps été pointés du doigt en raison notamment du fort taux de cholestérol présent naturellement dans l'œuf. 

## Aspects nutritionnels
Les proteines de l'œuf ont de bonnes qualités nutritives.

## Allergies
L'œuf est une des causes les plus fréquentes  d'allergies alimentaires chez l'enfant. Il fait partie des 14 allergènes à declaration obligatoire en Europe.

## Risques sanitaires
Les œufs crus  peuvent être source de salmonellose.
Lors du scandale des œufs contaminés au fipronil des millions d'œufs de poule ont dû être retirés de la vente en 2017.

## Cholestérol
Le contenu en cholestérol de l’œuf fait que sa consommation semble corrélée à une augmentation des maladies cardiovasculaires. Toutefois, ces statistiques ne prennent pas en compte le mode de préparation (œufs durs ou frits). Ainsi la consommation d'un œuf par jour semble avoir des effets bénéfiques, notamment chez les asiatiques où ils sont mangés bouillis.